# Futbol a Israel

El futbol (hebreu: כַּדוּרֶגֶל‎, Kaduregel) és l'esport més popular a Israel.

## Història

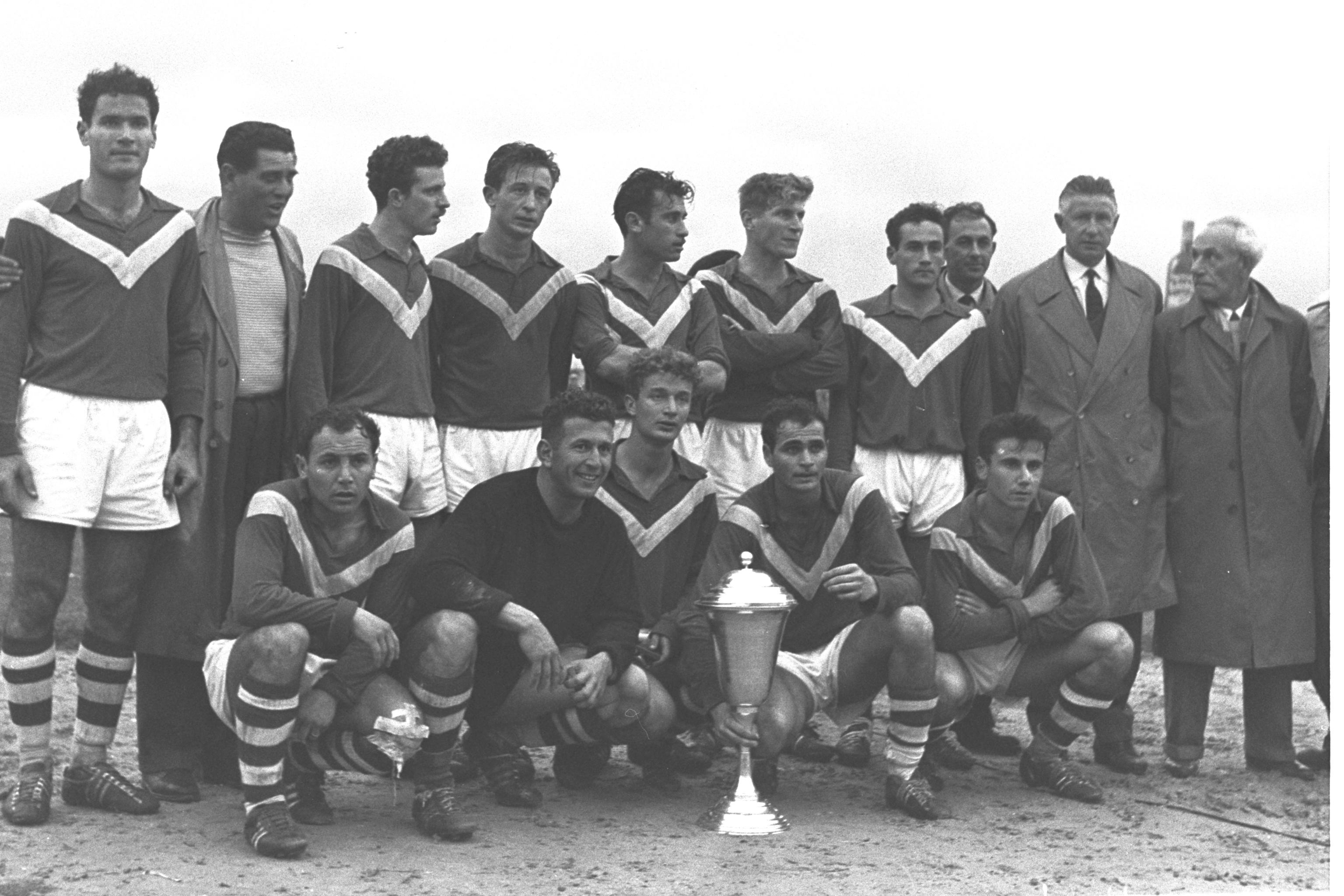
Hapoel Tel Aviv el 1961.

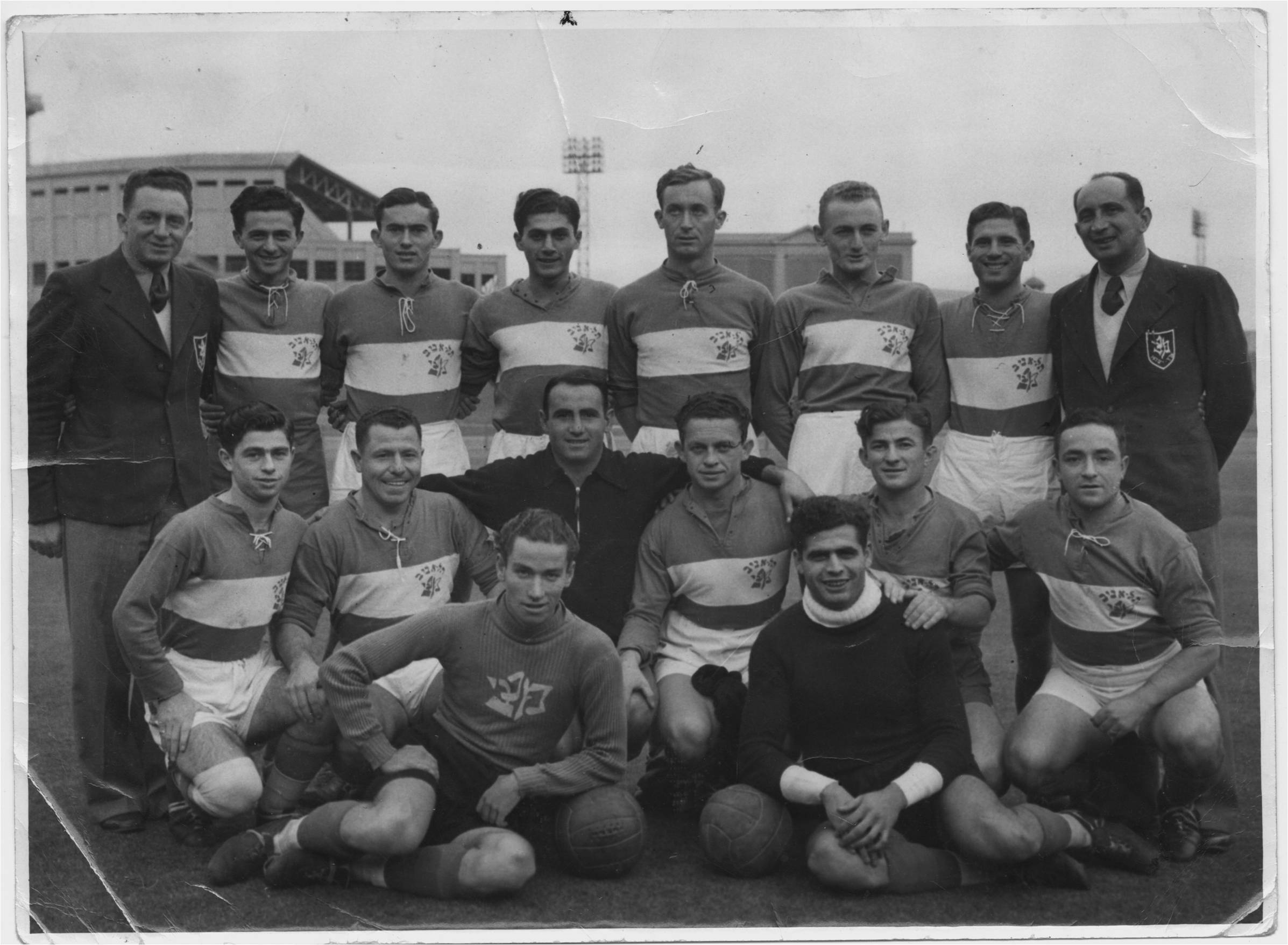
Maccabi Tel Aviv el 1939.

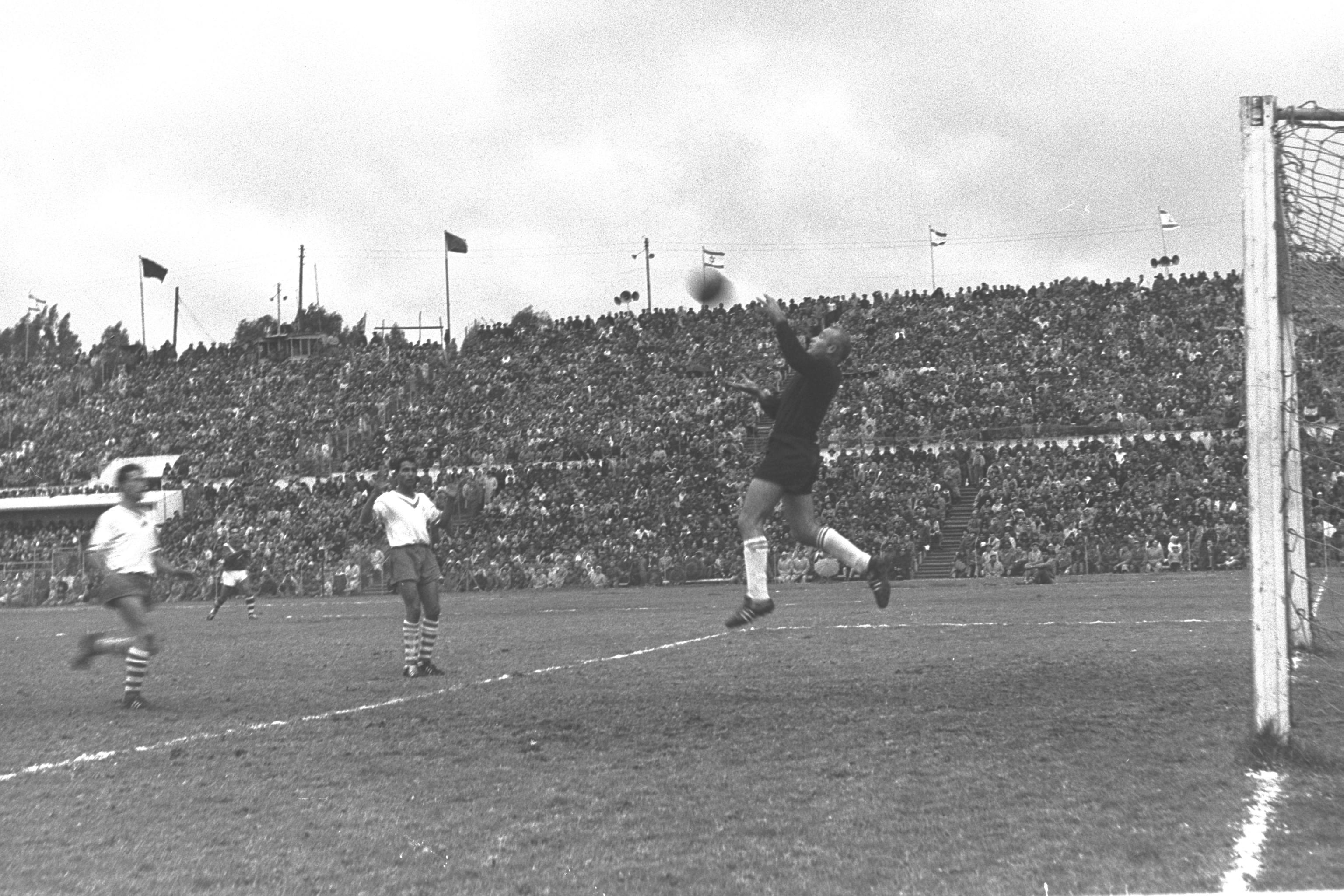
Hapoel Tel Aviv vs Hapoel Petah Tikva el 1961.

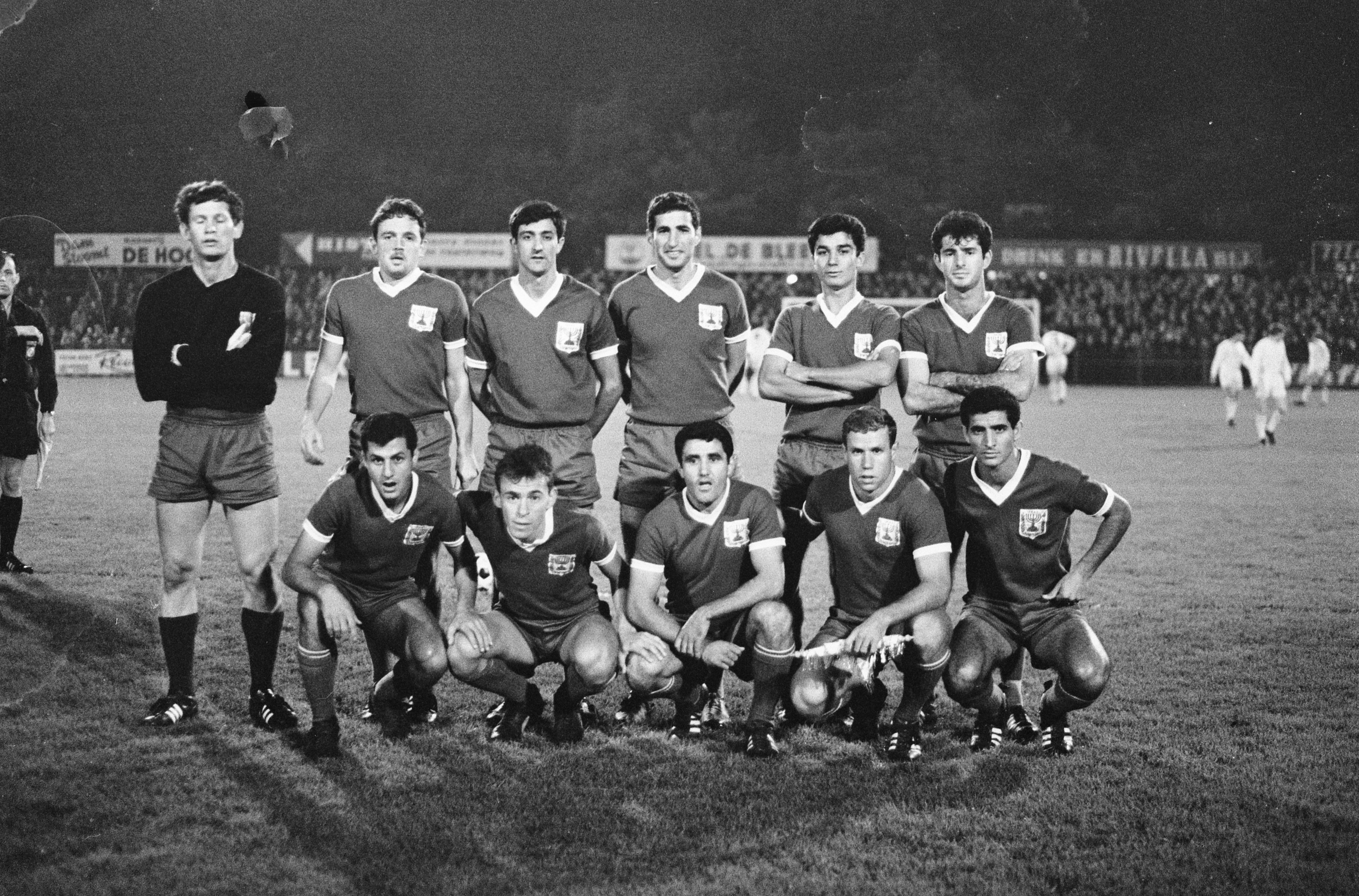
Israel el 1966.

El futbol fou introduït al país durant el mandat britànic de Palestina, amb la creació de diversos club britànics i jueus. El 1906 fou creat el Maccabi Tel Aviv com a club social. A continuació aparegueren més clubs Maccabi a d'altres ciutats com Jerusalem, Petah Tikva, Haifa, Zikhron Ya'akov i Hadera. El 24 d'abril de 1924 nasqué el Hapoel Haifa. Al cap de poc temps ingressà a la Maccabi World Union, però més tard, en una reunió a Afula, es decidí crear l'organització Hapoel, lligada a la classe treballadora, creant-se nombrosos equips a ciutats com Tel-Aviv, Jerusalem, Herzliya i d'altres. Ja durant els anys 1930s i 1940s altres organitzacions esportives foren creades, com Beitar (fundat pel partit revisionista de dretes), Elitzur (formada pel partit religiós Hapoel HaMizrachi) i Hakoah 09 (format per membres de Hakoah Vienna).
L'Associació de Futbol d'Israel nasqué el 1928 i el 1954 ingressà a la Confederació Asiàtica de Futbol, però en fou expulsada el 1974 per la pressió dels països àrabs. Després d'uns anys sense afiliació fou admès per la UEFA el 1992 com a membre associat i el 1994 com a membre de ple dret.
Durant els anys 1920 es crearen les primeres competicions, la copa israeliana no oficial fou dominada pels clubs militars britànics, mentre que la Magen Shimshon era reservada als clubs macabeus. El 1928 es creà la Copa del Poble, més tard Copa de Palestina i finalment Copa de l'Estat d'Israel. La primera lliga es creà el 1932.
Durant el mandat britànic, la selecció d'Israel competia sota el nom Eretz Israel/Palestina. El primer partit fou en la fase de classificació del Mundial de 1934 davant Egipte a el Cairo, amb derrota per 7-1. Guanyà la Copa d'Àsia de futbol de 1964 i es classificà pel Mundial de 1970.

## Competicions
- Lliga:
  - Israeli Premier League: primera divisió.
  - Liga Leumit: segona divisió.
  - Liga Alef: tercera divisió, en dos grups.
  - Liga Bet: quarta divisió, en quatre grups.
  - Liga Gimel: cinquena divisió, en vuit grups.

- Copa:
  - Copa de l'Estat: copa d'Israel.
  - Copa Toto: copa de la lliga d'Israel.

## Principals clubs
Equips amb més participacions en la lliga d'Israel.
- Maccabi Tel Aviv FC
- Hapoel Tel Aviv FC
- Bnei Yehuda Tel Aviv FC
- Beitar Tel Aviv FC
- Shimshon Tel Aviv FC
- Maccabi Haifa FC
- Hapoel Haifa FC
- Beitar Jerusalem FC
- Hapoel Jerusalem FC
- Maccabi Petah Tikva FC
- Hapoel Petah Tikva FC
- Hakoah Maccabi Ramat Gan FC
- Hapoel Ramat Gan FC
- Maccabi Netanya FC
- Hapoel Beer-Sheva FC
- Hapoel Kfar Saba FC
- Maccabi Jaffa FC
- Hapoel Ironi Rishon-Lezion FC
- Hapoel Tsafririm Holon FC
- Moadon Sport Ashdod

## Principals estadis

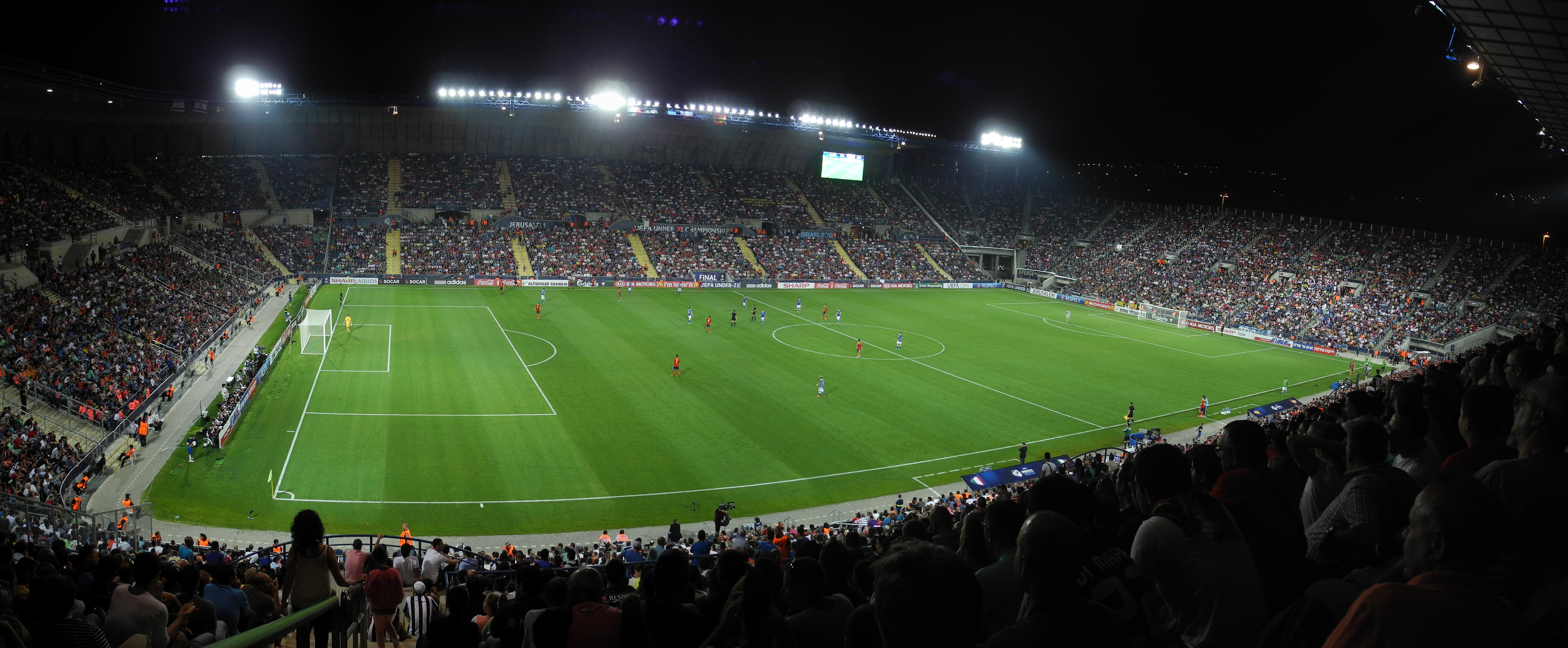
Estadi Teddy Kollek.

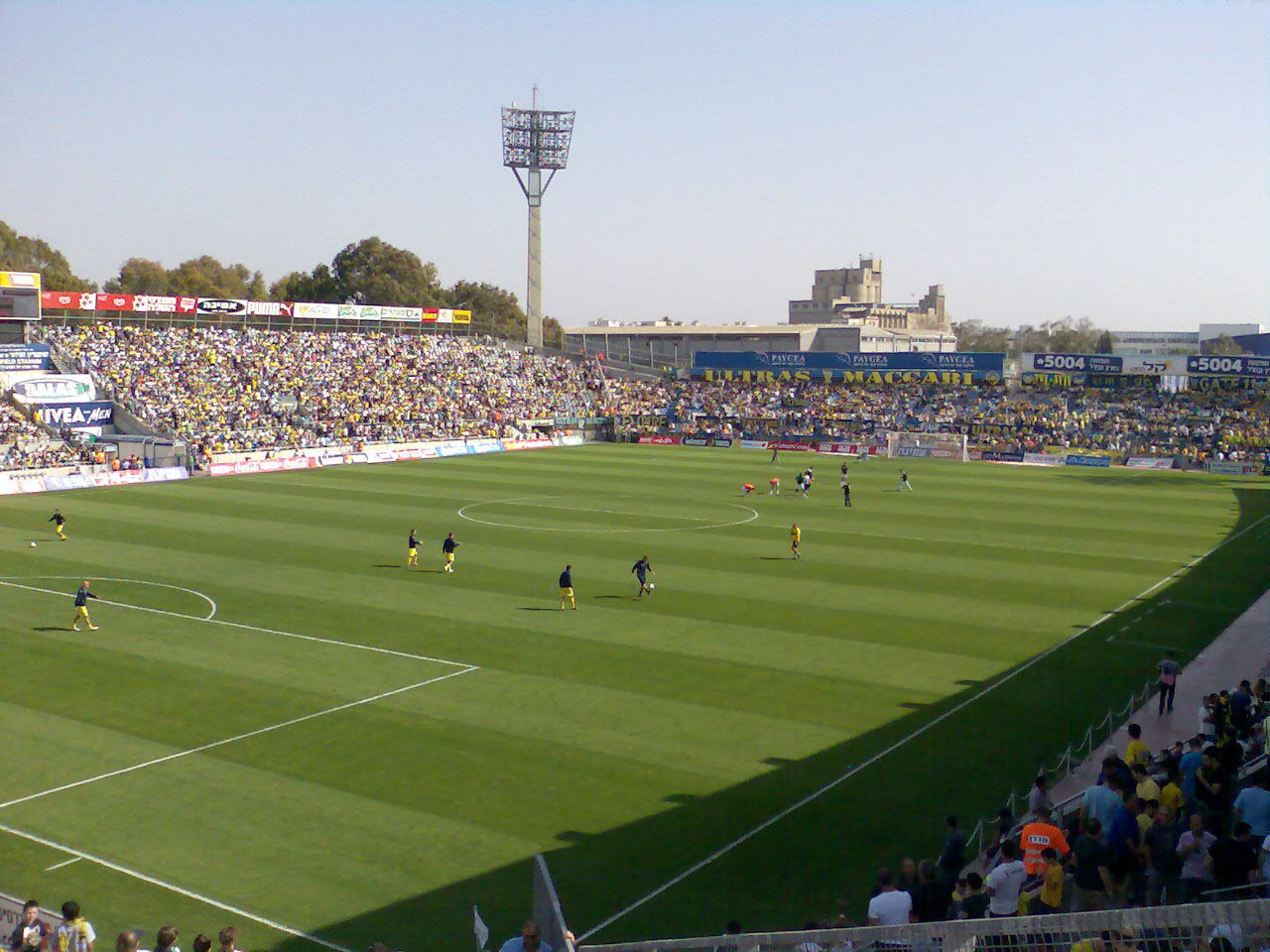
Estadi Bloomfield.

## Jugadors destacats
Font:
Des de 1950
- Ya'akov Hodorov

Des de 1960
- Nahum Stelmach

Des de 1970
- Menachem Bello
- Yehoshua Feigenbaum
- Zvi Rosen
- Giora Spiegel
- Mordechai Spiegler

Des de 1980
- Avi Cohen
- Eli Ohana
- Avi Ran
- Ronny Rosenthal

Des de 1990
- Eyal Berkovich
- Nir Klinger
- Haim Revivo

Des de 2000
- Dudu Aouate
- Arik Benado
- Yossi Benayoun
- Tal Ben Haim